# Референдум в Лихтенштейне (1986)
Референдум в Лихтенштейне по гражданству проходил 7 декабря 1986 года. Избирателей спрашивали, одобряют ли они изменения по получению гражданства. Поправка была одобрена 52,0 % голосов избирателей.

## Контекст
Референдум касался изменения в получении гражданства Лихтенштейна.
Предложенный к референдуму законопроект облегчал получение лихтенштейнского гражданства путём натурализации иностранных матерей и отцов детей-граждан Лихтенштейна. Люди должны были бы отказаться от своего предыдущего гражданства и прожить в Лихтенштейне в течение 30 лет. При этом годы, проведенные в стране до 20-летия, считались бы за два.
Это был факультативный референдум парламентского происхождения. Ландтаг решил представить законопроект, принятый 14 октября 1986 года, на всенародное голосование в рамках Статьи № 66 Конституции.

## Результаты
| Выбор                               | Голоса | %    |
| ----------------------------------- | ------ | ---- |
| За                                  | 4,874  | 52.0 |
| Против                              | 4,492  | 48.0 |
| Недействительных/пустых бюллетеней  | 569    | -    |
| Всего                               | 9,935  | 100  |
| Зарегистрированных избирателей/Явка | 12,636 | 78.6 |
| Источник: Démocratie Directe        |        |      |